# ميها زوبان
ميها زوبان (بالسلوفينية: Miha Zupan)‏ مواليد 13 سبتمبر 1982، هو لاعب كرة سلة سلوفيني يلعب في الدوري التركي لكرة السلة ويحمل الرقم 13. يبلغ طوله 6 قدم 8.75 بوصة (2.1 م).

## فرق لعب لها
- تورك تيليكوم

## روابط خارجية
- ميها زوبان على موقع الاتحاد الدولي لكرة السلة (الإنجليزية)
- ميها زوبان على موقع الدوري الأوروبي لكرة السلة (الإنجليزية)
- ميها زوبان على موقع كرة السلة الأوروبية.كوم (الإنجليزية)
- ميها زوبان على موقع ريلجم (الإنجليزية)
- ميها زوبان على موقع بروبوليرز (الإنجليزية)
- ميها زوبان على موقع سبورتس رفرنس (الإنجليزية)